# Mohammad Nabi
Mohammad Nabi Eisakhil (nacido el 1 de enero de 19859) es un jugador de críquet afgano y excapitán del equipo nacional de cricket de Afganistán. Jugó un papel importante en el ascenso de Afganistán al nivel más alto del cricket internacional, jugando tanto en su primer One Day International en abril de 2009 como en su primer partido de Test Cricket en junio de 2018. En agosto de 2020, Nabi fue admitido como miembro de la Junta de Críquet de Afganistán.

## Carrera internacional
El 19 de abril de 2009, Nabi hizo su debut en One Day International para Afganistán contra Escocia. El 1 de febrero de 2010 debutó en Twenty20 contra Irlanda. El 14 de junio de 2018, hizo su debut en Test Cricket contra India.
En septiembre de 2019, Nabi anunció su retiro del cricket de prueba para prolongar su limitada carrera en el cricket.